# Destination finale 2
Série Destination finale
Destination finale
(2000) Destination finale 3
(2006)
Pour plus de détails, voir Fiche technique et Distribution.
Destination finale 2 ou Destination ultime 2 au Québec (Final Destination 2) est un film d'horreur américano-canadien réalisé par David Richard Ellis, sorti en 2003. Le film est le second opus de la saga Destination finale après Destination finale de James Wong, sorti en 2000 et avant Destination finale 3 de James Wong en 2006, Destination finale 4 de David Richard Ellis en 2009, Destination finale 5 de Steven Quale en 2011 et Destination finale : Bloodlines de Zach Lipovsky et Adam Stein en 2025.

## Synopsis
Un an après le crash du vol 180, Kimberly Corman, étudiante, se rend en Floride pour les vacances de printemps avec ses amis Shaina McKlank, Dano Estevez et Frankie Whitman. Sur la route, Kimberly a la vision d'un terrible carambolage tuant de nombreuses personnes à cause de rondins de bois  se détachant d'un convoi accidentellement. Elle bloque la circulation en interposant sa voiture devant l'entrée de l'autoroute, empêchant ainsi d'y entrer l'agent de police Thomas Burke, le pornographe cocaïnomane Rory Peters, le professeur Eugène Dix, la femme d'affaires BCBG Kat Jennings, le gagnant de loto Evan Lewis, la veuve Nora Carpenter et son fils de 15 ans Tim, et la femme enceinte Isabella Hudson. Mais sa tentative n'empêche pas le pire, et l'accident qu'elle redoutait a lieu. Juste après, un camion emboutit son véhicule, tuant ainsi ses amis qui sont restés à l'intérieur. Kimberly est sauvée in extremis de la collision par l'officier Burke.
Les survivants sont amenés au poste de police, où on leur apprend la malédiction du vol 180. Plus tard, une réaction en chaîne provoque un incendie dans l'appartement d'Evan ; il y échappe de justesse par l'échelle de secours, cependant celle-ci se détache et empale son œil. L'officier Burke fait des recherches sur les survivants du vol 180 et découvre qu'Alex Browning a été tué par la chute d'une brique. Kimberly rend visite à Claire Rivers, la dernière survivante du vol 180, qui est maintenant détenue volontairement dans un service psychiatrique. Claire refuse de l'aider, cependant elle finit par se rendre compte que les survivants meurent dans le sens inverse de l'ordre dans lequel ils auraient dû mourir dans le carambolage,  elle avertit alors Kimberly de faire attention aux signes avant-coureurs de la Mort. De retour chez elle, Kimberly a la vision de pigeons qui l'attaquent, elle avertit  l'officier Burke et tous deux se précipitent pour sauver Nora et Tim, mais ils arrivent trop tard et Tim est écrasé par une vitre en sortant de chez le dentiste. Claire change d'avis et présente Kimberly et l'officier Burke à l'entrepreneur de pompes funèbres William Bludworth, qui leur dit que seule une "nouvelle vie" peut vaincre la Mort. Ils croient que si Isabella (la femme enceinte) a son bébé, cela ruinera le plan de la Mort et ils seront tous sauvés.
Isabella est accusée de conduire une camionnette volée et mise en garde à vue, et tandis que les autres survivants se regroupent, Nora est décapitée par des portes d'ascenseur défectueuses. Le groupe part après à la recherche d'Isabella, qui a commencé ses contractions et est emmenée à l'hôpital. En cours de route, les membres du groupe se rendent compte qu'ils sont tous liés d'une façon ou d'une autre aux survivants du vol 180. Le véhicule des survivants crève, ce qui cause une collision avec des tuyaux en PVC. Eugène, blessé, est transporté d'urgence à l'hôpital. Alors que les sauveteurs arrivent sur les lieux, Brian Gibbons, le fils d'un propriétaire de ferme, est presque tué par une camionnette, mais Rory le sauve à la dernière seconde. En utilisant son matériel de désincarcération, un sauveteur active accidentellement l'airbag et la tête de Kat est empalée par un tuyau dépassant de son appui-tête. Sa cigarette tombe de sa main dans une fuite d'essence menant à la camionnette, provoquant l'explosion de ce véhicule et l'envol d'une clôture de barbelés, ce qui tue Rory.
Kimberly, Claire et l'officier Burke se précipitent à l'hôpital, et Kimberly a une autre vision du docteur Ellen Kalarjian étranglant Isabella. Après que Burke immobilise le docteur Kalarjian, ils sont témoins de l'accouchement d'Isabella et supposent qu'ils ont trompé la Mort. Cependant, Kimberly a une autre vision d'une personne aux mains ensanglantées dans une fourgonnette submergée et se rend compte qu'Isabella n'a jamais été destinée à mourir dans le carambolage.
En cherchant Eugène, Claire fait accidentellement exploser sa chambre à cause d'une combustion d'oxygène, les tuant tous les deux. Kimberly se rend compte que la personne dans sa vision était elle-même et plonge une fourgonnette dans un lac pour se noyer. Kimberly est sauvée par Burke et réanimée par Kalarjian, ce qui était sa vraie prémonition, bénéficiant ainsi d'une nouvelle vie. Quelque temps plus tard, Kimberly et Burke pique-niquent avec la famille de Brian et le père de Kimberly pour célébrer leur survie. Ils y apprennent le sauvetage de Brian par Rory. Un grill de barbecue défectueux explose alors, tuant Brian.

## Fiche technique
- Titre original : Final Destination 2
- Titre français : Destination finale 2
- Titre québécois : Destination ultime 2
- Réalisation : David Richard Ellis
- Scénario : Eric Bress et Jonathan Gruber, d'après une histoire de Jonathan Gruber, Eric Bress et Jeffrey Reddick, d'après les personnages créés par Jeffrey Reddick
- Musique : Shirley Walker
- Direction artistique : James Steuart
- Décors : Michael S. Bolton
- Costumes : Jori Woodman
- Photographie : Gary Capo
- Son : Patrick Cyccone Jr., Michael Keller
- Montage : Eric A. Sears
- Production : Warren Zide et Craig Perry

Coproduction : Justis Greene
Production déléguée : Toby Emmerich, Richard Brener, Matt Moore et Jeffrey Reddick
Production associée : Sheila Hanahan
- Sociétés de production[1] : Zide/Perry Productions, avec la participation de New Line Cinema
- Sociétés de distribution[1] : 
  - États-Unis : New Line Cinema
  - Canada / Québec : Alliance Atlantis Communications / Alliance Atlantis VivaFilm
  - Suisse : Fox-Warner
  - Belgique : RCV Film Distribution
  - France : Metropolitan Filmexport
- Budget : 26 millions de $[2],[3]
- Pays de production :  États-Unis,  Canada
- Langue originale : anglais
- Format[4] : couleur (DeLuxe) - 35 mm - 1,85:1 (Panavision) - son DTS | Dolby Digital | SDDS
- Genres : épouvante-horreur, thriller
- Durée : 90 minutes
- Dates de sortie[5] :
  - États-Unis, Canada : 31 janvier 2003
  - Belgique : 28 mars 2003 (Festival international du film fantastique de Bruxelles) ; 2 avril 2003 (sortie nationale)
  - Suisse romande : 2 avril 2003
  - France : 9 avril 2003
- Classification[6] :
  - États-Unis : Interdit aux moins de 17 ans (R – Restricted)[Note 1].
  - Canada : Les personnes de moins de 18 ans doivent être accompagnées d'un adulte (18A - 18 Accompaniment)[Note 2].
  - Québec : 13 ans et plus (13+ / 13 years and over).
  - France : Interdit aux moins de 12 ans (visa d'exploitation no 107734 délivré le 14 décembre 2000)[7],[8].

## Distribution
- A.J. Cook (VF : Sophie Riffont et VQ : Charlotte Bernard) : Kimberly Corman
- Michael Landes (VF : Thierry Ragueneau et VQ : Thiéry Dubé) : Agent de police Thomas Burke
- Ali Larter (VF : Sylvie Jacob et VQ : Lisette Dufour) : Claire Rivers
- T.C. Carson (en) (VF : Pascal Renwick et VQ : Marc-André Bélanger) : Eugène Dix
- Jonathan Cherry (VF : Adrien Antoine et VQ : Louis-Philippe Dandenault) : Rory Peters
- Keegan Connor Tracy (VF : Véronique Desmadryl et VQ : Éveline Gélinas) : Kat Jennings
- Lynda Boyd (en) (VF : Déborah Perret et VQ : Patricia Tulasne) : Nora Carpenter
- James Kirk (VF : Guillaume Orsat et VQ : Antoine Durand) : Tim Carpenter
- David Paetkau (VF : Ludovic Baugin et VQ : Joël Legendre) : Evan Lewis
- Tony Todd (VF : Thierry Desroses et VQ : Jean-Luc Montminy) : William Bludworth
- Sarah Carter : Shaina McKlank
- Alejandro Rae (VF : Christophe Lemoine et VQ : Hugolin Chevrette-Landesque) : Dano Estevez
- Shaun Sipos : Frankie Whitman
- Noel Fisher (VF : Paolo Domingo et VQ : Martin Watier) : Brian Gibbons
- Justina Machado (VF : Catherine Hamilty et VQ : Aline Pinsonneault) : Isabella Hudson
- Andrew Airlie (VQ : Denis Mercier) : Michael Corman
- Benita Ha (en) : Jean, la réceptionniste dentaire
- Aaron Douglas : le shérif adjoint Steve Adams
- Eric Keenleyside : l'inspecteur Suby
- Enid-Raye Adams : le docteur Ellen Kalarjian
- Fred Henderson (VF : Philippe Vincent) : le docteur Lees
- Marke Driesschen (VF : Marc Perez et VQ : Guy Nadon) : le présentateur TV
- Alf Humphreys : M. Peter Gibbons
- Chilton Crane : Mme Alice Gibbons

## Production

### Casting
Bien que la quasi-totalité des personnages de Destination finale trouve la mort dans le premier film, l'héroïne Claire Rivers est de retour dans la suite, étant l'unique survivante de l'aventure. L'actrice Ali Larter l'incarne une fois de plus, cette fois en blonde pour coïncider avec la fin du premier. Le croque-mort William Bludworth, interprété par Tony Todd, est également de retour.
Alex Browning, héros de Destination finale, n'est pas présent dans Destination finale 2 bien qu'il ne trouve pas la mort dans le premier. Ceci est dû au refus de l'acteur Devon Sawa de participer à la suite en raison d'une dispute avec la production. Il est dit dans le second opus qu'Alex est mort entre les deux films, à la suite de la chute d'une brique.
Jonathan Cherry, interprète de Rory Peters, devait initialement incarner Evan Lewis.
Mary Elizabeth Winstead devait initialement faire partie du casting de Destination finale 2. Finalement, elle est l'héroïne de Destination finale 3. En effet, le personnage de Wendy Christensen est la cousine de Kimberly Corman.

## Accueil

### Accueil critique
Le film a obtenu globalement des critiques très mitigées. Il recueille 50 % de critiques positives, avec un score moyen de 5.0/10 et sur la base de 111 critiques collectées, sur le site Rotten Tomatoes. Sur Metacritic, il obtient un score de 38/100, sur la base de 25 critiques collectées.

### Box-office
- Recettes mondiales : 90 426 405 $[11]
- Recettes USA : 46 961 214 $[11]
- Nombre d'entrées en France : 887 318[12]

## Distinctions
Entre 2003 et 2004, Destination finale 2 a été sélectionné 4 fois dans diverses catégories et n'a remporté aucune récompense.

### Nominations
- MTV Movie Awards 2003 : Meilleure scène d'action (Collision sur la route 23).
- Prix de la bande-annonce d'or 2003 : Nommé au Prix de la Toison d'Or pour Aspect Ratio.
- Prix du jeune public 2003 : Meilleur film d'horreur / thriller.
- Académie des films de science-fiction, fantastique et d'horreur - Saturn Awards 2004 : Meilleur film d'horreur.

## Liens avec le précédent film
- La plupart des survivants de l'accident de l'A23 sont indirectement liés aux survivants du vol 180 :
  - Kat Jennings était passagère du bus qui a renversé Terry Chaney.
  - Thomas Burke a enquêté sur l'accident de train qui avait coûté la vie à Billy Hitchcock. C'est lui qui avait retrouvé son cadavre.
  - Kimberly Corman aurait dû mourir assassinée à la place de sa mère le jour où elle a appris la mort de Tod Waggner.
  - Rory Peters était à Paris et a assisté à l'accident qui avait tué Carter Horton, décédé projeté par une enseigne.
  - Eugène Dix connaissait Valérie Lewton, l'enseignante qui a été tuée dans l'incendie de sa maison. Eugène a été muté dans le lycée dans lequel Lewton travaillait afin de la remplacer après son décès.
  - C'est étrange car avant de mourir Valérie Lewton parlait au téléphone avec une amie s'appelant Nora (certains pensent que cette Nora est Nora Carpenter).
- Dans Destination finale premier du nom, Claire essaie de détendre Alex en lui montrant que les signes ne sont pas omniprésents ; elle se sert de l'exemple du café, qui commence par c et finit par é comme « calciné ». « Et alors, on va mourir calcinés ? » lui dit-elle pour montrer l'absurdité du raisonnement. Or, il s'avère que c'est précisément la manière dont elle mourra dans Destination finale 2, à cause de l'explosion des  bonbonnes d'oxygène dans l'hôpital (incident dans lequel Eugène trouvera aussi la mort).
- Dans Destination finale 2, la Mort décide de reprendre ses proies dans le sens inverse dans lequel ils devaient mourir dans la vision contrairement au premier opus.